# Тамна страна Сунца
Тамна страна Сунца (енгл. The Dark Side of the Sun) је америчко—југословенски филм из 1988. године, који је режирао режисер Божидар Бота Николић, а сценарио су написали Ендру Хортон и Жељко Мијановић по причи Николе Јовановића. Главне улоге у филму играју Бред Пит, Шерил Полак и Гај Бојд.

## Радња
У овом остварењу Бред Пит игра младића Рика Клејтона који пати од ретке болести коже, где се учи важним животним лекцијама. Мајку му глуми Милена Дравић поред које се од осталих наших глумаца појављују и Горица Поповић, Соња Савић, као и многи други.
У очекивању да ће излечити болесног сина, америчка породица долази на Јадранску обалу. Медитерански дани младића који има ретко обољење коже пролазе очекивано, све док због једне девојке не пожели да постане неко други.

## Занимљивост
Филм је снимљен 1988. године, али је због избијања рата у бившој Југославији остао незавршен. Премијерно је приказан тек 1997. године.

## Улоге
| Глумац             | Улога           |
| ------------------ | --------------- |
| Бред Пит           | Рик Клејтон     |
| Шерил Полак        | Френсис         |
| Гај Бојд           | Валтер Клејтон  |
| Константин Ничхов  | Ед              |
| Милена Дравић      | Емили Клејтон   |
| Горица Поповић     | Служавка Нина   |
| Рас Растодер       | Ален            |
| Соња Савић         | Аленова девојка |
| Боро Беговић       | Мештанин        |
| Милан Сретеновић   | Продавац Глобус |
| Столе Аранђеловић  | Исцелитељ       |
| Никола Јовановић   |                 |
| Анђело Аранђеловић |                 |
| Сретен Митровић    |                 |
| Владан Бановић     |                 |
| Милорад Новаковић  |                 |
| Пеђа Роловић       |                 |
| Ђорђе Давид        | Певач           |